# Der Altaussee-Krimi
Der Altaussee-Krimi ist eine österreichische Kriminalfilmreihe, die seit 2020 unter der Regie von Julian Pölsler für ServusTV produziert wird. Die Drehbücher basieren auf den Kriminalromanen von Herbert Dutzler. Die Dreharbeiten finden in Altaussee und Umgebung statt. Die Hauptrollen spielen Cornelius Obonya (Folge 1–2), Johannes Silberschneider (Folge 3–5) bzw. Johannes Zeiler (Folge 6) und Gerhard Ernst.

## Handlung
Dorfpolizist Franz Gasperlmaier und sein gemütlicher Vorgesetzter, Postenkommandant Friedrich Kahlß, ermitteln in verschiedenen Mordfällen im Ausseerland. Unterstützung erhalten sie dabei von wechselnden  Ermittlerinnen wie Dr. Renate Kohlross, Dr. Beate Weiss, Dr. Agathe Herzog, Dr. Jolante Schwarz und Dr. Renate Roth sowie vom Pathologen Dr. Kapaun.
Franz ist mit Christine Gasperlmaier verheiratet. Seine Tochter Katharina, anfangs, wie ihr älterer Bruder, noch Schüler, komplettieren die Familie. Die Ermittlungen werden von der Journalistin Maggy Schablinger immer wieder scharf angegangen. Sie arbeitet als Journalistin für das Boulevardblatt Schilling und bringt, zum Leidwesen des Gasperlmaier, meist nur Klatsch und Tratsch zu Papier.

## Hintergrund
Während die Rolle des Dorfpolizisten Franz Gasperlmaier in den ersten beiden Filmen Letzter Kirtag und Letzter Gipfel von Cornelius Obonya verkörpert wurde, übernahm diese Rolle ab dem dritten Film Letzte Bootsfahrt Johannes Silberschneider. Der vierte Teil Letzter Saibling wurde 2022 gedreht.
Der Mitte 2022 verstorbene bayerische Volksschauspieler Josef Thalmaier hatte in Letzte Bootsfahrt seine letzte Rolle als Plättenfahrer Heinz Leumer. Das reale Vorbild der Rolle war der Ausseer Heinz Leuner, der im Mai 2022 starb. Vor dem Abspann von Letzter Saibling wurde „Im Gedenken an Julia Gschnitzer † und Josef Thalmaier † und Heinz Leuner †“ eingeblendet.
Ferdinand Wegscheider, der Intendant von ServusTV, verkörpert in den Filmen den Pfarrer. Produziert wurden die Filme von der Juwel Film Production (Produzent Julian Pölsler) und der Film AG Produktions GmbH (Folge 1–2, Produzenten Alexander Glehr und Johanna Scherz) bzw. der Coop99 (ab Folge 3, Produzent Bruno Wagner) in Kooperation mit dem Red Bull Media House.

## Folgen
| Folge | Titel             | Erstausstrahlung  |
| ----- | ----------------- | ----------------- |
| 1     | Letzter Kirtag    | 31. Oktober 2020  |
| 2     | Letzter Gipfel    | 30. Oktober 2021  |
| 3     | Letzte Bootsfahrt | 15. Oktober 2022  |
| 4     | Letzter Saibling  | 28. Oktober 2023  |
| 5     | Letzter Jodler    | 16. November 2024 |
| 6     | Letzter Stollen   |                   |